# Monestir Stavropoleos

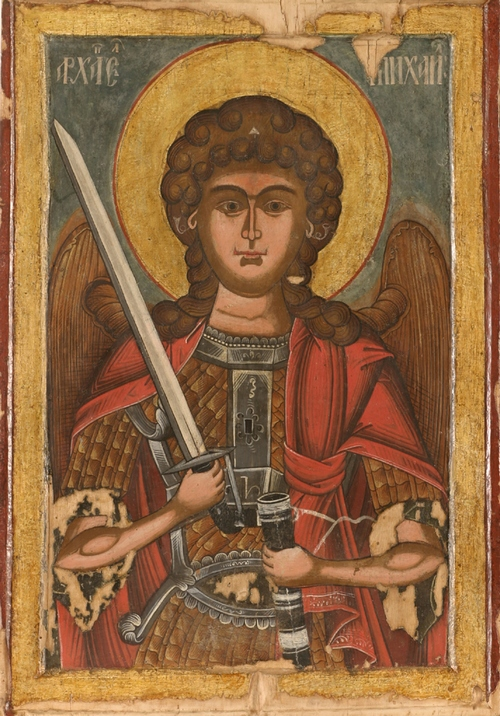
Icona de l’arcàngel Miquel (1756) a la col·lecció del monestir. És un dels sants patrons de l'església.

Monestir Stavropoleos (en romanès: Mănăstirea Stavropoleos), també conegut com a Església Stavropoleos (en romanès: Biserica Stavropoleos) durant el segle passat, quan es va dissoldre el monestir, és un monestir ortodox oriental per a monges al centre de Bucarest (Romania). La seva església està construïda a l'estil brâncovenesc.
Els patrons de l'església (els sants als quals està dedicada l'església) són els sants arcàngels Miquel i Gabriel. El nom Stavropoleos és el cas genitiu de Stavropolis (en grec, "La ciutat de la creu"). Un dels interessos constants del monestir és la música romana d'Orient, expressada a través del seu cor i la col·lecció més gran de llibres de música romana d'Orient de Romania.

## Història

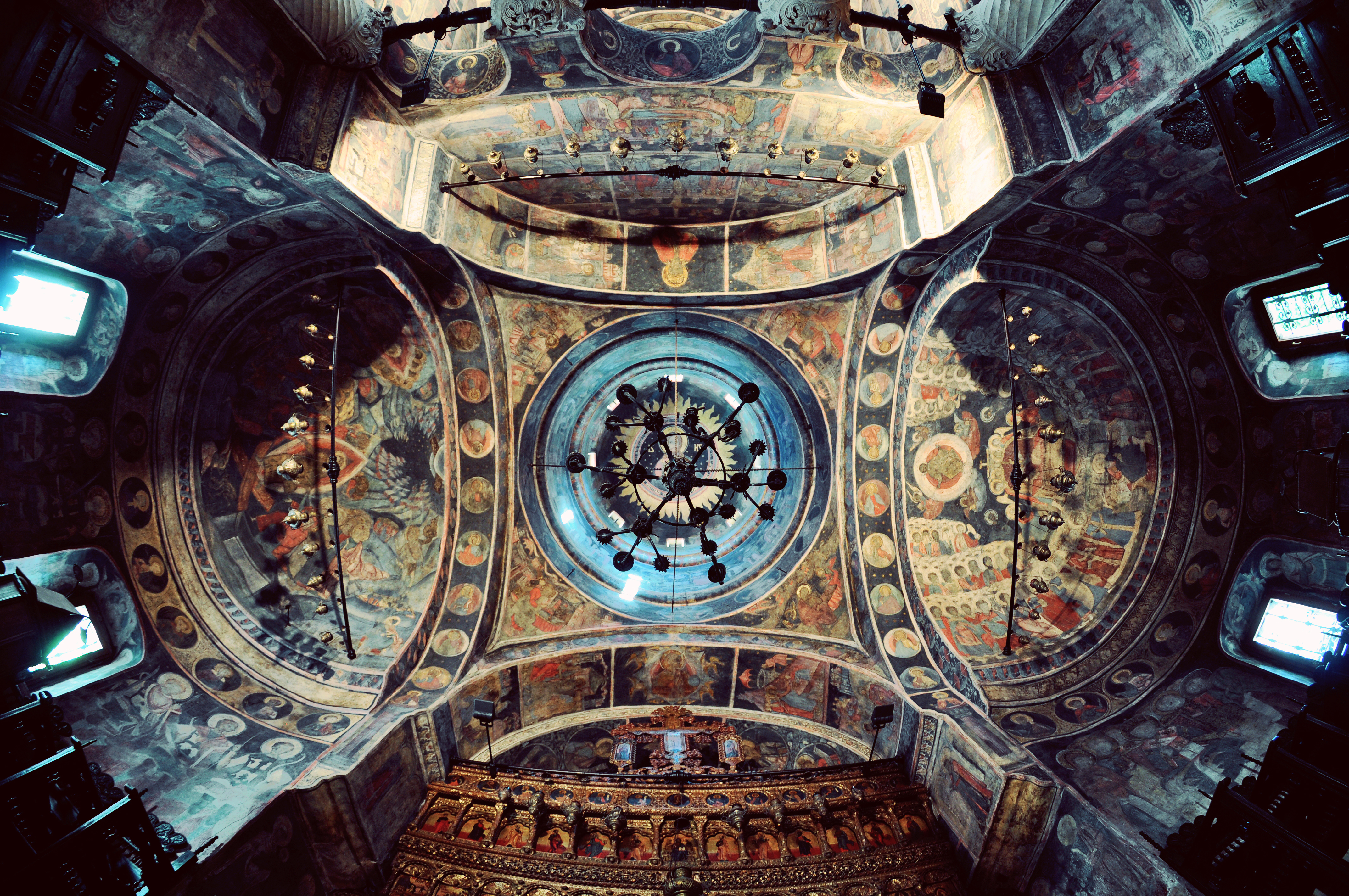
Pintures i canelobres fets a mà

L'església va ser construïda en 1724, durant el regnat de Nicolau Mavrocordatos (Príncep de Valàquia, 1719-1730), per l'arximandrita Ioannikios Stratonikeas, un monjo grec del Pogoniani. Dins del recinte de la seva fonda, Ioannikios va construir l'església i un monestir que es mantenia econòmicament amb els ingressos de la fonda (una situació relativament habitual en aquells temps). El 1726 l’abat Ioannikios va ser elegit metropolità de Stavropolis i exarca de Cària. Des de llavors, el monestir que va construir es diu Stavropoleos, amb el nom de l'antiga seu. El 7 de febrer de 1742, Ioannikios, de 61 anys, va morir i va ser enterrat a la seva església.
La fonda i els annexos del monestir van ser enderrocats a finals del segle xix. Amb el pas del temps l'església va patir terratrèmols que van provocar la caiguda de la cúpula. Les pintures de la cúpula es van restaurar a principis del segle xx.
Tot el que queda del monestir original és l'església, al costat d'un edifici de principis del segle XX que alberga una biblioteca, una sala de conferències i una col·lecció d'icones antigues (principis del segle xviii) i objectes eclesiàstics, i parts de pintures murals recuperades d’esglésies enderrocades durant el règim comunista. Aquest nou edifici es va construir seguint els plans de l'arquitecte Ion Mincu.
L'església ha estat pasturada des del 1991 pel pare Iustin Marchiş, el primer jeromonau de l'església al segle passat. La comunitat que viu aquí, a més del culte rutinari, es dedica a la renovació de llibres antics, icones i roba sacerdotal. El cor de l'església canta música (neo-)bizantina (una part de veu única, sostinguda per un so prolongat anomenat ison - traducció aproximada: acompanyament - o nota tònica), ara una rara ocurrència per a les esglésies de Romania.

## Biblioteca

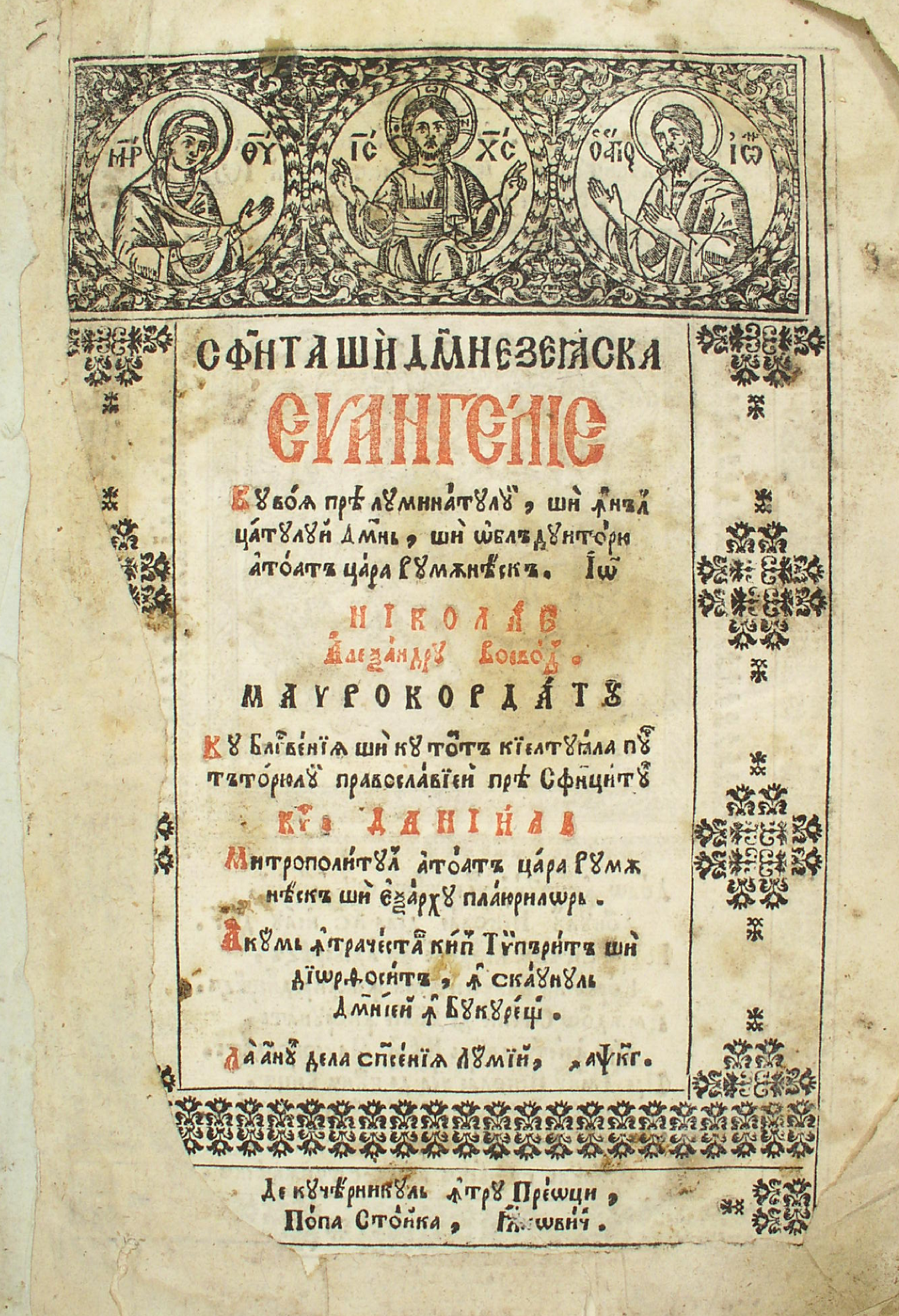
Portada del Llibre de l'Evangeli Sant i Déu (1723, ara a la biblioteca del monestir) impresa durant el regnat de Nicolae Mavrocordat.

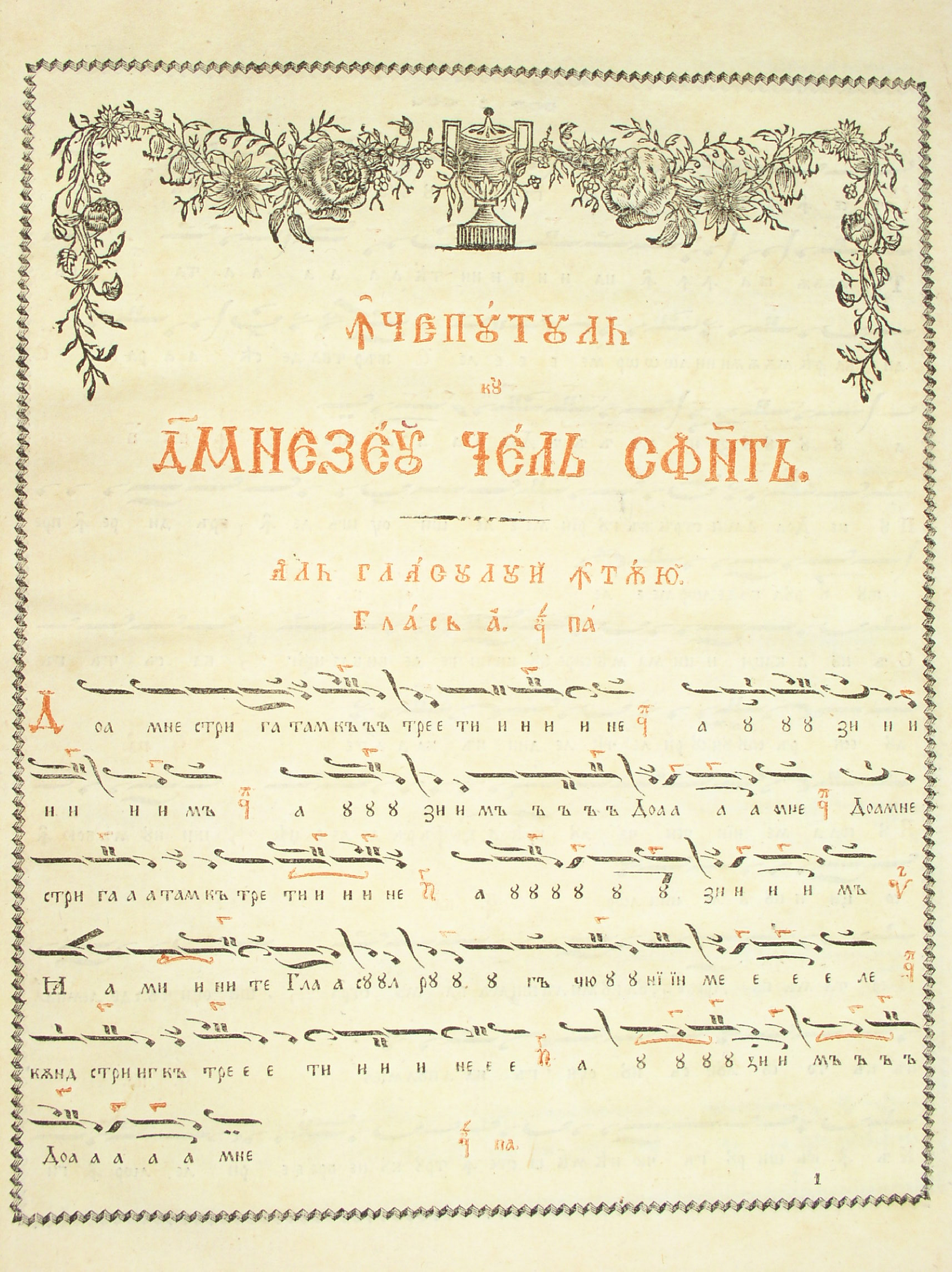
Estil de notació musical romana d'Orient en un "Llibre d'himnes a la resurrecció del Senyor" de 1823 de la biblioteca del monestir.

La biblioteca del monestir té més de 8.000 llibres de teologia, música romana d'Orient, arts i història. Hi ha escrits patrístics, bíblics, dogmàtics, litúrgics, històrics, homilètics, catequètics, diccionaris i llibres de text de llengües clàssiques, estudis sobre art romà d'Orient i iconografia ortodoxa, i sobre la història i la civilització romaneses del segle xviii. Alguns dels llibres provenen de la biblioteca personal donada de l'historiador de l'art Vasile Drăguț, antic rector de la Universitat d'Arts de Bucarest.
Hi ha un nombre important de llibres antics: més de 80 manuscrits i 400 obres impreses. Hi ha llibres eslaus, romanès i grec.
La col·lecció de llibres de música romana d'Orient és la més gran de Romania i consisteix principalment en les donacions de dos bizantinistes romanesos, Sebastian Barbu-Bucur i Titus Moisescu.
El monestir ha iniciat un projecte de biblioteca virtual mitjançant la digitalització dels seus llibres antics.

## Grup psàltic
La música cantada en les oficines és neobizantina, basat en les obres de psalmodists romanesos de segle 19: Macarie la Hieromonk, Nectarie l'Ermità, Anton Pann, Dimitrie Suceveanu, cants grecs traduïts al romanès, o composicions modernes.
El Cor Bizantí de Stavropoleos es va crear el 1994 i està dirigit per l'ardiaca Gabriel Constantin Oprea, que oficia i canta a l'església Stavropoleos i ensenya música romana d'Orient a la Universitat Nacional de Música de Bucarest. El grup ha actuat a Romania i a l'estranger i emeten la seva música en CD.